# 国家憲兵隊士官学校

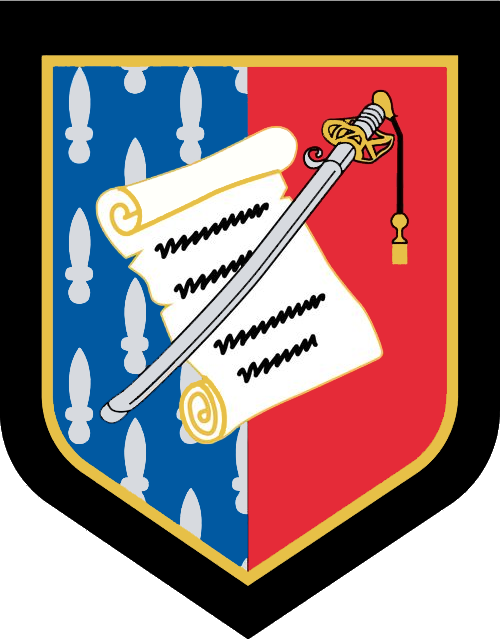
国家憲兵隊士官学校の徽章

国家憲兵隊士官学校（École des officiers de la Gendarmerie nationale、EOGN）は、フランス国家憲兵隊の士官学校。
エコール・ポリテクニーク、サン＝シール陸軍士官学校、海軍兵学校、空軍士官学校、国防軍医学校と並ぶ軍事系グランゼコール。1901年創立。